# Gondar e Orbacém
Pour les articles homonymes, voir Gondar.
Gondar e Orbacém est une paroisse civile portugaise (en portugais : freguesia) de la municipalité de Caminha dans le district de Viana do Castelo. Elle est créée en 2013, par fusion des paroisses de Gondar et Orbacém.

## Géographie
Gondar e Orbacém est située au sud-est de Caminha et à l'est de Vila Praia de Âncora, au pied de la serra de Arga. Son territoire est traversé au nord par l'autoroute A28.
Orbacém, au sud, se trouve dans la vallée formée par le fleuve Âncora, tandis que Gondar, au nord, est arrosé par la Ribeira de Gondar (un affluent de l'Âncora).

## Histoire
Orbacém apparaît au Xe siècle sous le nom de Erbcazaim, qui deviendra Ervecem au XIVe siècle puis Orbacém. La paroisse de Gondar est quant à elle mentionnée dès le XIIIe siècle.
La paroisse de Gondar e Orbacém est créée par la loi no 11-A/2013 du 28 janvier 2013 portant réorganisation administrative du territoire des freguesias, en fusionnant les paroisses de Gondar et Orbacém. Son nom officiel est União das Freguesias de Gondar e Orbacém et son siège est fixé à Gondar.

## Démographie
Lors du recensement de 2021, Gondar e Orbacém compte 398 habitants.